# Макеров, Яков Антонович
 Яков Антонович Макеров  (19 [31] марта 1860, Петропавловск, Российская империя — 30 января 1940, Хабаровск, СССР) — русский и советский геолог, директор Дальневосточного отделения Геологического комитета, гидрогеолог.

## Биография
Родился 31 марта 1860 года в городе в Петропавловске (Западно-Сибирское генерал-губернаторство)
Первоначальное образование получил в Петропавловском городском училище, а затем в Тобольской классической гимназии, курс которой окончил в 1879 году.
В том же году поступил на естественное отделение физико-математического факультета Санкт-Петербургского университета, курс которого он окончил. В 1881 году защитил степень магистра геологических и минералогических наук. В 1885 году был оставлен при университете для приготовления к профессорскому званию по кафедре геологии.
В 1884—1885 годах также работал на Нефтяном заводе под Москвой.
В 1889 году назначен хранителем, а в 1891 году лаборантом геологического кабинета Санкт-Петербургского университета,. Летом 1886 года по поручению Санкт-Петербургского общества естествоиспытателей производил геологические исследования по северному побережью Ладожского озера.
В 1887 году Русским Географическим Обществом он был командирован для геологических исследовании в Иркутскую губернию, а затем в Северную Монголию. В 1888 и 1889 гг. по поручению Восточно-Сибирского Отделения Императорского Русского Географического общества производил геологические исследования в бассейне Амура, а Зейском и Ононском золотоносных районах.
Летом 1893 года по поручению Санкт-Петербургского общества естествоиспытателей занимался изучением северной террасы долины реки Невы.
С 1916 года — адъюнкт-геолог Геолкома, затем геолог, старший геолог Дальневосточного Геолкома (с 1920). В 1928—1929 годах — директор Дальневосточного отделения Геологического комитета.
Затем работал в Дальгеолстрое.
Скончался в Хабаровске 30 января 1940 года.

## Семья
- Внучка — Невесская, Лидия Александровна (1923—2009) — палеонтолог.

## Труды
Основные научные публикации:
- О хищнических способах разработки золотоносных россыпей : (Драги и амер. гидравл. способ) : Сообщ. Я. А. Макерова. Санкт-Петербург: тип. П. П. Сойкина. 1903
- Геологические исследования в верховьях рек Б. Чичатки, Уркана, Уруши и Нюкжи / Я. А. Макеров, Санкт-Петербург : тип. М. М. Стасюлевича, 1913
- Нагорные террасы в Сибири и происхождение их / Я. Макеров, Санкт-Петербург : тип. М. М. Стасюлевича, 1913
- Бассейн Ольдокона и верхних левых притоков р. Ольдоя : Предварит. отчет о геол. исслед., произвед. в зап. части Амур. обл. летом 1914 г. / Я. А. Макеров, Петроград : тип. М. М. Стасюлевича, 1915
- Бассейн р. Модолана и левых средних притоков р. Ольдоя : (Предварит. отчет о геол. исслед., произвед. в зап. части Амур. обл. 1915 г.) / Я. А. Макеров, Петроград : тип. М. М. Стасюлевича, 1916
- Металлическое железо в речных наносах Дальневосточного края [Текст] / Я. А. Макеров, Владивосток : Дальгеотрест, 1936 (тип. им. Волина)